# Eudendrium attenuatum
Eudendrium attenuatum is een hydroïdpoliep uit de familie Eudendriidae. De poliep komt uit het geslacht Eudendrium. Eudendrium attenuatum werd in 1877 voor het eerst wetenschappelijk beschreven door Allman. 